# Comunitat de municipis de Plabennec i dels Abers
La Comunitat de municipis de Plabennec i dels Abers (CCPA) (bretó Kumuniezh kumunioù Plabenneg hag an Aberioù) és una estructura intercomunal francesa, situada al departament del Finisterre i a la regió Bretanya. Té 271 kilòmetres quadrats i una població de 37.226 habitants. També és una de les comunitats de municipis que ha signat la carta Ya d'ar brezhoneg.

## Història
Fou creada el 17 de desembre de 1993 sota el nom de «Comunitat de comunes de la regió de Plabennec» i agrupant 7 comunes. En 1997 les 4 comunes del Syndicat d'Équipement des Abers 
i les comunes de Saint-Pabu i Plouguin s'uniren a la nova estructura que va prendre el nom de "Communitat de municipis de Plabennec i dels Abers". Des del 29 juny de 2009 s'anomena "Communauté de communes du Pays des Abers".
Forma part del País de Brest.

## Composició
La comunitat de municipis agrupa 13 comunes :
1. Bourg-Blanc
2. Coat-Méal
3. Le Drennec
4. Kersaint-Plabennec
5. Landéda
6. Lannilis
7. Loc-Brévalaire
8. Plabennec
9. Plouguerneau
10. Plouguin
11. Plouvien
12. Saint-Pabu
13. Tréglonou

## Equip de govern de la comunitat
Nomenat en la sessió del consell del 17 d'abril de 2008
- Christian Calvez, President
- Christian Treguer, 1r vicepresident
- Gilbert Bellec, vicepresident
- Robert Boucher, vicepresident
- Loïc Gueganton, vicepresident
- Marie-Louise Jaouen, vicepresidente
- André Lesven, vicepresident
- Christian Plassard, vicepresident
- Michel Troadec, vicepresident
- Dominique Bergot
- Pierre Coz
- Erig Rivoalen
- Jean-Yves Roquinarc'h
- Guy Taloc

## Competències
La comunitat de municipis del País dels Abers exerceix les següents competències:
Font : Article 2 dels estatuts
- 2-1 - En matèria d'ordenació de l'espai comunitari :
Esquema de coherència territorial, esquema del sector, zones de desenvolupament concertat, cobertura del territori en accés a internet.
- 2-2 - En matèria de desenvolupament i ordenament econòmic :
Dins del domini de les zones d'activitat:
El desenvolupament, manteniment, gestió i eventual extensió de les zones d'activat de Penhoat i Goarem Goz i la creació de noves zones comunitàries. Pel que fa a les zones d'activitats creades oer les comunes, la comunitat podrà intervenir en el seu finançament mitjançant un fons de concurs. D 
Dins el domini marítim :
La realització i la gestió de les instal·lacions portuàries i les convencions relacionades en els sectors d'implantació; els ancoratges a l'interior de les zones que els seran concedides.
Dins el domini del desenvolupament turístic :
La participació en el finançament d'una oficina única de turisme competent en el territori de la comunitat, el suport de llurs accions i les accions organitzada a títol de País turístic dels Abers i de la Côte des Légendes; l'inici d'accions i el finançament d'esdeveniments i la promoció turística del territori comunitari, sol o amb ajuda financera exterior, la definició, desenvolupament i manteniment de les rutes de senderisme comunitàries.
Dins el domini de l'activació econòmica :
La posada en marxa d'accions de desenvolupament econòmic mitjançant la participació en fires i similars del viver d'empreses de Penhoat i la realització d'accions de promoció del territori i de les seves empreses per la participació en els accions posades en marxa el territori de la comunitat.
La posada en marxa de serveis a la persona lligats al desenvolupament econòmic.
- 2-3 – En el domini del medi ambient :
L'eliminació i valoració dels residus domèstics i similars.
La gestió i manteniment de les zones sensibles definides pel Departament, el Conservatori del Litoral, i les resultants de l'aplicació de la directiva europea Natura 2000
La protecció de la qualitat de l'aigua mitjançant operacions locals i concertades amb altres col·lectius l'Agència de l'Aigua i l'Estat en tota estructura pública amb vocació d'assegurar aquest objectiu.
El Servei Públic de Sanejament No Col·lectiu tindrá les missions de: seguiment i diagnòstic del funcionament de les instal·lacions existents; els controls de concepció, d'implantació i de bona execució de les instal·lacions noves i les rehabilitables. Aquest servei s'ha d'autofinançar i juntament amb els alcaldes tindrà poder de policia dins els límits previstos en la normativa.
- 2-4 - Habitatge social : 
La posada en pràctica o la participació en operacions i plans d'acció en els que llur perímetre depassi el límit d'una sola comuna.
L'ajuda i assistència a les comunes per l'accés a la propietat o a la localització per a les persones i famílies amb ingressos modestos. Les modalitats d'aquesta ajuda o assistències seran fixades per deliberació del consell comunitari.
La participació financera i les garanties dels préstecs efectuarts per les comunes membres o les associacions aprovades realitzant els equipaments destinats a rebre de les poblacions dependents, sempre que l'àrea de treball d'aquests equips no es limiti pas a la comuna d'implantació.
- 2-5 - Carreteres :
La comunitat és competent en matèria de manteniment de voreres comunals, de reparació del paviment de les vies comunals limitant-se a l'ús d'emulsió bituminosa i grava, així com la posada a disposició dels materials i del personal que contribueixi a aquesta competència.
La posada en marxa d'aquesta competència es farà de manera que es preservi l'equitat entre les comunes
- 2-6 - Els transport escolar.
- 2-7 - Intervencions en el domini social que no sigui l'habitatge :
El foment de l'ocupació a les persones en atur mitjançant la participació, dins els límits fixats en els texts, a les accions diligenciades per l'Estat i les altres col·lectivitats locals 
- 2-8 – Pertinença a organitzacions coordinadores :
Endemés de les organitzacions coordinadores obligatòries per llei, la CCPA podrà adherir.se a tot Syndicat, SEM o associació que contribueixi a posar en marxa les seves competències.
- 2-9 - Fons de competència :
La CCPA podrà participar financerament, dins o fora de la comunitat, en la realització o en la gestió d'equipaments i de projectes públics sempre que per la seva dimensió, caràcter, zona d'acció i renom depassin l'interès d'una o més comunes de la CCPA.
- 2-10 - Subvencions :
La CCPA podrà participar financerament en l'acció dels associats contribuint a la posada en marxa de les competències precitades.
- 2-11 - Comunicació :
A més dels mitjans de publicitat prevists per la llei i el reglament, la CCPA podrà utilitzar tot mitjà que li convingui per a assegurar la informació sobre la seva activitat i les seves competències, així com la seva promoció.
- 2-12 : Organització del sistema de transports col·lectius :
En complement de l'organització posada en pràctica pel Departament, la CCPA podrà decidir o participar financerament en la realització de tots els equipaments contribuint a l'accés del major nombre de persones als transports col·lectius.
- 2-13 : Accions i institucions d'interès general :
Instal·lació i animació del consell intercomunal de seguretat i de prevenció de la delinqüència."

## Turisme
- El territori de la CCPA engloba dos dels abers més coneguts, l'Aber-Wrac'h ((bretó) Aber Ac'h) i l'Aber-Benoît (Aber Beniguet), que penetren profundament en les costes del nord-oest de Bro Leon. Ofereixen gran varietat de paisatges que es poden mantenir feréstecs, o contràriament abrigar activitats lligada al mar, com l'ostricultura, la pesca costanera i la pesca d'algues. En cada estació també hi ha un nombre important de iots.
- El port de l'Aber-Wrac'h (Landéda)
- El far de l'Ile Vierge a Plouguerneau: construït de 1897 a 1902, és el far més alt d'Europa i el far de pedra més alt del món (82, m)
- Les platges de Landéda, Plouguerneau, Saint-Pabu
- La vall dels molins : hi ha prop de 160 al voltant dels dos abers
- Les nombroses capelles repartides a tot el territori
- Les múltiples creus de pedra, a vegades molt antigues, que marquen les rutes, en particular a la comuna de Plouguerneau